# Armada nilotica
Armada nilotica is een vlinder uit de familie spinneruilen (Erebidae). De wetenschappelijke naam is voor het eerst geldig gepubliceerd in 1912 door Bang-Haas A..
De soort komt voor in tropisch Afrika.